# Ourdis-Cotdoussan
Ourdis-Cotdoussan är en kommun i departementet Hautes-Pyrénées i regionen Occitanien i sydvästra Frankrike. Kommunen ligger i kantonen Lourdes-Est som tillhör arrondissementet Argelès-Gazost. År 2022 hade Ourdis-Cotdoussan 43 invånare.

## Befolkningsutveckling
Antalet invånare i kommunen Ourdis-Cotdoussan
| Referens: INSEE |